# Piotr Chmielewski
Piotr Chmielewski (nascido em 18 de setembro de 1970) é um ex-ciclista polonês. Competiu representando seu país, Polônia, na prova de estrada individual nos Jogos Olímpicos de Verão de 2000 em Sydney, embora ele não conseguiu completar a corrida.